# Молодая Гвардия (Молдова)
«Молода́я Гва́рдия» (Гарда Тынарэ, рум. Garda Tînără) — общественно-политическая молодёжная организация партии «Партия социалистов Республики Молдова». Создана 11 декабря 2011 года.

## История
11 декабря 2011 года состоялся I съезд молодёжной организации Партии социалистов Республики Молдова (ПСРМ) «Молодая Гвардия» (МГ). В рамках съезда руководящим органом «Молодой Гвардии» был избран Республиканский совет, состоящий из 41 человека. Республиканский совет включает в себя Координационный совет, состоящий из 9 членов — руководителей 9 департаментов, распределенных по сферам деятельности организации. В съезде приняли участие 348 делегатов со всех районов республики. Основу организации составили молодые политики.
Первым руководителем был избран Антон Лядский.
12 октября 2014 года «Молодая гвардия» заявила о том, что 20 % партийного списка партии Партия социалистов Республики Молдова на парламентские выборы 2014 года отдано для молодёжи
Основными партийными наставниками МГ от ПСРМ являются Влад Батрынча и Владимир Односталко.
В 2012 году на II съезде «Молодая гвардия» председателем Координационного совета избрана Марина Радван.
В 2014 году, Молодую Гвардию возглавил Виктор Поляков.
В 2024 году организацию Возглавила Екатерина Медведева.
Также, в координационный совет вошли: Дарья Коломиец, Никита Роменский, Виктор Мердемшаев, Евгений Тукан, Светлана Струкова, Артем Шишиян и Анатолий Мандалак.

## Международная деятельность
21 июня 2024 года «Молодая Гвардия» подписала соглашение о сотрудничестве с молодежной организацией российской партии "Справедливая Россия".

## Руководство
Первые руководители во главе Молодой Гвардии в разный период её деятельности:

| * Медведева Екатерина — (2024 по настоящее время) - Виктор Поляков — (2014 — 2024 год) - Радван Марина — (2013—2014 год) - Лядский Антон — (2011—2013 год) |